# Faith Fighter
『Faith Fighter』は、イタリアのグループMolleindustriaが2008年に制作した対戦型格闘ゲーム。公式サイトにてネット上でプレイできるほか、Microsoft Windows版、Macintosh版をダウンロードできる。

## 概要
宗教上の神や聖人が戦う格闘ゲーム。これらを登場させたことで各宗教団体から批判を受けた。
イスラム諸国会議機構からも非難され、ゲームは一旦削除された。
かわって神々が画面から消えないようハート形のマークで守る、という内容の『Faith Fighter 2』がアップされる。これには空飛ぶスパゲッティ・モンスターも登場する。

## 内容
攻撃ボタンは1種類（スペースキー）、左方向（右向き時）と同時に押すとガードする。キャラクター1人につき3つの技を持つ。
各ステージでは、地形や建物がミニチュアとして描かれ、キャラクターが通りかかった下に人や車などがあると踏み潰され、また攻撃を受けて倒れると、その場所で背景の建物の破壊が起こる（このことによる効果・影響はない）。ステージは選択できず、相手のキャラクターのステージで戦う。
目立ったストーリーはなく、ジヌーを倒すと選択したキャラが焼け野原を背に立っている場面が表示されて終わる。ゲームをクリアするとジヌーが使えるようになるほか、2P対戦で同キャラ対戦ができるようになる。しかしネット版、ダウンロード版いずれも画面を閉じるとそれらは使えないようになる。

## 登場神々
神（GOD）
『出エジプト記』13章21節では神が夜の間、炎の柱を用いてイスラエルの民を導いた。旧約聖書のあちこちに神が雷を放るという記述がみられる。
THUNDER
手から雷を発する技。
PILLAR OF FIRE
自分のいる場所に炎の柱を上げる。
HOLY GHOST
青い炎をまとった白鳩を発射する技。イエスも同じ技を用いる。
イエス（JESUS）
『マタイによる福音書』3章16節では、神の霊（聖霊）が鳩の姿で現れている。TURN THE OTHER CHEEKとは「（一方の頬を打たれても）他の頬も向けなさい」の意。福音書にあるイエスの教えの一つ。
TURN THE OTHER CHEEK
両手を振り回すようにしてチョップを食らわせる。
HOLY CROSS
両手を広げ、水平方向に回転しながら前進する。
HOLY GHOST
青い炎をまとった白鳩を発射する技。神のものと比べ発射点が高く、しゃがんで回避できる。
ブッダ（BUDDHA）
DHARMA WHEEL
仏教の象徴である車輪（法輪）に炎をまとわせて地面を走らせる飛び道具。
NIRVANA
地に座して炎を伴った後光を回転させて攻撃する。
ENLIGHTMENT
地に座して体力を回復させる。
ガネーシャ（GANESHA）
鼠はガネーシャの乗り物とされる。輪縄は彼の持物のひとつ。片方の象牙が折れている理由として斧を叩きつけられたという話がある。
AXE
どこからか斧を取り出し振り下ろす。
LAZO
先を輪にしたロープを放り、相手をとらえる。技の出は遅いがガード不可。この技自体にはダメージはない。
MOUSE RIDING
ネズミに乗ってダッシュする移動技。
布袋（BUDAI）
BELLY ATTACK
膨らんだ腹を叩きつける。
SLEEP
横になって眠り体力を回復させる。
BOTTOM ATTACK
空中で使用可能。尻を下に向け落下する。
ムハンマド（MUHAMMAD）
イスラム世界にもムハンマドを描いた画像が存在し、その背中から炎のような形の後光があがっているものがある。カアバの黒石は隕石であるという説がある。ゲーム開始時に表示される「DISCLAIMER」という画面で「CENSORED」を選択するとムハンマドの顔が黒丸で隠されるようになる。
FIRE
肩あたりから炎をあげる。
BLACK STONE
画面上方から斜め下に黒い火の玉を落とす技。
CAPE
赤い大布を取り出し翻し姿を消す技。時間終了まではダメージを与えても姿が現れることはない。
ジヌー（XENU）
サイエントロジーの教義に登場する邪悪な宇宙人。銀河連合の支配者であったが、権力を追われかけた彼は人口過剰対策として何十億の市民の魂を冷凍させ地球に送ったという。ゲームクリアすると使用できるようになるが、ネット版、ダウンロード版いずれにおいても画面を閉じるとまた使えなくなる。
TASER
銃を取り出して電撃を発する、神のTHUNDERに似た技。
ICE GUN
ダメージは一切無いが、当たると相手を凍らせる弾を発射する。ガード不可。
ATOMIC BOMB
画面上方から斜め下に核ミサイルを落とす技。

## Faith Fighter 2
画面内にいるイエス、ブッダ、ムハンマド（最初から顔が隠されている）、布袋、ガネーシャ、神、ジヌー、空飛ぶスパゲッティ・モンスターの姿が時間とともに薄れていく。そこで消えてしまう前にカーソルを合わせ、クリックしてハートを出し、消えかかっていたのを元に戻す、というゲーム。1人でも消えてしまうとゲームオーバーとなり、焼け野原が表示される。